# O Patriota (jornal)
O Patriota foi um periódico publicado no Rio de Janeiro, então capital do Brasil, no início do século XIX.
Foi o primeiro jornal literário publicado na cidade (o segundo do país), sendo editado por Manuel Ferreira de Araújo Guimarães e circulando entre janeiro de 1813 até dezembro de 1814.
Entre os seus colaboradores destacaram-se importante figuras como: Manuel Inácio da Silva Alvarenga, Silvestre Pinheiro Ferreira, José Bonifácio de Andrada e Silva, Domingos Borges de Barros, Mariano José Pereira da Fonseca, entre outros.
As suas primeiras edições eram mensais, possuindo de 110 a 130 páginas, tendo um aspecto de revista, porém, os seus últimos números foram editados bimestralmente. "O Patriota" foi publicado pela Impressão Régia e totalizou 18 números entre sua criação e o derradeiro, em dezembro de 1814, e foi o primeiro jornal a publicar assuntos variados ao mesmo tempo, como artigos literários, científicos, políticos e mercantis.
Foi um periódico independente, financiado pelos seus subscritores e não pelo Estado.